# Vicia loiseleurii
Vicia loiseleurii — вид рослин з родини бобових (Fabaceae), поширений у Середземноморському регіоні.

## Опис
Однорічна гола витка рослина. Листки 20–55 мм, з 6–10 парами листочків. Листочки еліптичні або зворотно-ланцетні, 6–15 × 2–4 мм. Вусики розгалужені. Прилистки лінійні, гострі та цілі, 6–15 × 2–4 мм. Суцвіття з 2–7 квітками. Чашечка 3.5–4 мм. Пелюстки світло-блакитні, білуваті або жовтуваті. Плоди завдовжки 10 × 3.5–4 мм, довгасто-еліптичні, злегка стиснуті, ± голі, 1–2-насінні. Насіння 2–2.5 мм, сфероїдальне, стиснуте, темно-коричневе. 2n = 14.

## Середовище проживання
Поширений у Середземноморському регіоні від Іспанії до Кавказу. Населяє трав'янисті місцевості.